# Turistická značená trasa 7242
 Turistická značená trasa 7242 je 13,5 km dlouhá žlutě značená trasa Klubu českých turistů v okrese Pardubice a krátce v okrese Kutná Hora spojující Svojšice s Obřími postelemi. Její převažující směr je severozápadní.

## Průběh trasy
Turistická trasa 7242 má svůj počátek v centru obce Svojšice na rozcestí s červeně značenou trasou 0443 z Heřmanova Městce do Choltic. Ze Svojšic vychází na jejich jihozápadním okraji a vede po asfaltové komunikaci nejprve poli a poté lesem západním směrem. Před chatovou osadou u rybníka Chobot přechází na lesní pěšinu a prochází osadou do Rašov. Odtud pokračuje severozápadním směrem střídavě poli a lesy přes Urbanice, za kterými se směr mění na jihozápadní. Po průchodu lesem v oblasti kóty Habřina 314 m opouští trasa silnici a po lesní cestě vede severozápadním směrem do Sovoluské Lhoty. Zde se u rybníka Peliského nachází rozcestí se zde výchozí modře značenou trasou 1926 do Semtěše. Trasa 7242 pokračuje převážně po lesních pěšinách severozápadním směrem do Krasnic,  přičemž kříží Senický potok a silnici Litošice – Jankovice. Z Krasnic vede trasa stále stejným směrem po lesní pěšině a poté po asfaltové komunikaci do Morašic a odtud po polních a lesních cestách přibližně západním směrem k Obřím postelím. V závěru vede v krátkém souběhu se zeleně značenou trasou 3096 ze Semtěše do Kolína. Z koncového rozcestí trasy je výchozí modře značená trasa 1980 do Kladrub nad Labem.

## Historie
- Před Krasnicemi vedla trasa dříve západněji přes chatovou osadu u Krasnického rybníka a nikoliv přes centrum obce.[3]

## Turistické zajímavosti na trase
- Pomník Pavla Suly ve Svojšicích
- Zvonička a Boží muka ve Svojšicích
- Přírodní památka Rybník Moře v Rašovech
- Památník padlých partyzánů v Krasnicích
- Dřevěná zvonička v Morašicích
- Skalní útvar Obří postele